# Nessa vectis
Nessa vectis är en insektsart som beskrevs av Rehn, J.A.G. 1920. Nessa vectis ingår i släktet Nessa och familjen syrsor. Inga underarter finns listade i Catalogue of Life.